# Gigasjapyx
Gigasjapyx es un género de Diplura en la familia Japygidae.

## Especies
- Gigasjapyx termitophilous Chou, 1984